# Армения в Евровизия
Армения дебютира в Конкурс за песен на Евровизия през 2006 година с песента „Без твоята любов“ представена от Андрѐ. Тъй като Армения не е участвала в предишното издание на фестивала, тя е допусната до полуфинала. По това време правилата бяха такива, че всяка държава можеше да участва на фестивала, ако предната година е успяла да попадне във финала. През 2006 арменската песен достига финала на конкурса на 12 май. Така Армения имаше своя успешен дебют направо с 8-о място.

## 2007
Щом е била в топ 10 във финала Армения не се състезаваше в полуфинала през 2007 на 10 май в Хелзинки. На 12 май (Финала) Армения представя своята песен 23-та от общо 24-ма участника и отново получава 8-ото място.

## 2008
През 2008 година заради промененият регламент Армения трябва да участна в полуфинал. Тя завърши 2-ра от 1-вия полуфинал със 139 точки и 4-та на финала със 199 точки.

## 2009
През 2009 година в Москва Армения участва в 1-вия полуфинал и завършва 5-а с 99 точки, а на финала 10-а с 92 точки.
| Година | Изпълнител  | Песен             | Точки | Място |
| ------ | ----------- | ----------------- | ----- | ----- |
| 2006   | Андрѐ       | Without Your Love | 150   | 6     |
| 2008   | Сирушо      | Qele Qele         | 139   | 2     |
| 2009   | Инга и Ануш | Jan Jan           | 99    | 5     |
| 2010   | Ева Ривас   | Apricot stone     | 83    | 6     |

| Година | Изпълнител  | Песен             | Точки | Място |
| ------ | ----------- | ----------------- | ----- | ----- |
| 2006   | Андрѐ       | Without Your Love | 129   | 8     |
| 2007   | Хайко       | Anytime You Need  | 139   | 8     |
| 2008   | Сирушо      | Qele Qele         | 199   | 4     |
| 2009   | Инга и Ануш | Jan Jan           | 92    | 10    |
| 2010   | Ева Ривас   | Apricot stone     | 141   | 7     |

Армения е една от 3-те страни, които откакто участват в полуфиналите винаги са в топ 10. Другите 2 страни са Гърция и Азербайджан.